# Kortessem
Kortessem est une section de la commune néerlandophone de Hasselt en Belgique située en Région flamande dans la province de Limbourg. Avant le 01/01/2025, c'était une commune indépendante.

## Toponymie
Curtriccias (741), Curtriza (847), Cortereces (1067), Curtrice (1146), Curtres (1150), Curterce (1154), Curtreze (1204), Curtheraco (1206), Curtercen (1213), Curtershem (1218)

## Sections de la commune
| # | Section       | Superf. (km²) | Habitants (2020) | Habitants par km² | Code INS |
| - | ------------- | ------------- | ---------------- | ----------------- | -------- |
| 1 | Kortessem     | 10,85         | 3.522            | 324               | 73040A   |
| 2 | Wintershoven  | 4,10          | 587              | 143               | 73040B   |
| 3 | Vliermaalroot | 6,35          | 1.321            | 208               | 73040C   |
| 4 | Vliermaal     | 9,16          | 1.938            | 212               | 73040D   |
| 5 | Guigoven      | 3,52          | 1.068            | 303               | 73040E   |

## Héraldique
|  | La commune possède des armoiries qui lui ont été octroyées le 7 novembre 1987. Ces armoiries étaient de conception nouvelle. Des anciennes communes fusionnées en 1977, seule la commune de Vliermaal utilisait des armoiries. La moitié droite montre les armes de Vliermaal et représente également Vliermaalroot, qui faisait partie de Vliermaal jusqu'en 1865. Le marteau situé dans le coin supérieur gauche provient des armoiries de la famille Blanckaert, derniers seigneurs de Guigoven. La partie inférieure gauche montre les armoiries de la famille d'Isendoorn à Blois, derniers seigneurs de Kortessem et de Wintershoven. Blasonnement : Parti au 1. burelé de gueules et d’or de dix pièces, au 2. sectionné a) d'azur à un marteau de schiste argenté à droite b. de gueules trois pals de vair et en chef d'or. L'écu surmonté d'une couronne de cinq fleurons d'or (Traduction libre) Source du blasonnement : Heraldy of the World. |

## Démographie

### Évolution démographique de la section de Kortessem
- Sources:INS, www.limburg.be et Commune de Kortessem

### Évolution démographique de la commune fusionnée
Graphe de l'évolution de la population de la commune. Les données ci-après intègrent les anciennes communes dans les données avant la fusion en 1977.
- Source : DGS - Remarque: 1831 jusqu'à 1981=recensement; depuis 1990=nombre d'habitants chaque 1er janvier[3]